# Tuxedo bicinctus
Tuxedo bicinctus är en insektsart som först beskrevs av Van Duzee 1914.  Tuxedo bicinctus ingår i släktet Tuxedo och familjen ängsskinnbaggar. Inga underarter finns listade i Catalogue of Life.